# Francisco de Melo (bispo)
Francisco de Melo (1485 - Lisboa, 27 de abril de 1536) foi um matemático, físico e bispo português. 

## Biografia
Estudou matemática na França e traduziu do grego a obra De incidentibus in humidis (Dos Flutuantes), de Arquimedes, além de compor comentários em latim às doutrinas de Óptica atribuídas a Euclides. Aquela obra foi redescoberta em 2012 no Arquivo da cidade de Stralsund. 
D. Francisco de Melo foi o primeiro bispo de Goa eleito, mas não chegou a conhecer a diocese, pois morreu pouco antes do embarque para a Índia, ainda em Lisboa, aos 51 anos.